# Rabrovac
Rabrovac (izvirno srbsko Рабровац) je naselje v Srbiji, ki upravno spada pod Občino Mladenovac; slednja pa je del Mesta Beograd.

## Demografija
V naselju živi 1124 polnoletnih prebivalcev, pri čemer je njihova povprečna starost 41,8 let (40,8 pri moških in 42,9 pri ženskah). Naselje ima 338 gospodinjstev, pri čemer je povprečno število članov na gospodinjstvo 4,14.
To naselje je, glede na rezultate popisa iz leta 2002, večinoma srbsko.
|  |

| Demografija | Demografija     | Demografija     |
| Leto        | Št. prebivalcev | Št. prebivalcev |
| ----------- | --------------- | --------------- |
|             |                 |                 |
|             |                 |                 |
|             |                 |                 |
|             |                 |                 |
| 1948        | 1632            |                 |
| 1953        | 1683            |                 |
| 1961        | 1634            |                 |
| 1971        | 1537            |                 |
| 1981        | 1512            |                 |
| 1991        | 1555            | 1524            |
| 2002        | 1429            | 1400            |
|             |                 |                 |

| Etnična sestava po popisu iz leta 2002 | Etnična sestava po popisu iz leta 2002 | Etnična sestava po popisu iz leta 2002 | Etnična sestava po popisu iz leta 2002 | Etnična sestava po popisu iz leta 2002 |
| -------------------------------------- | -------------------------------------- | -------------------------------------- | -------------------------------------- | -------------------------------------- |
| Srbi                                   | Srbi                                   |                                        | 1.347                                  | 96,21%                                 |
| Črnogorci                              | Črnogorci                              |                                        | 1                                      | 0,07%                                  |
| Makedonci                              | Makedonci                              |                                        | 1                                      | 0,07%                                  |
| Neznano                                | Neznano                                |                                        | 16                                     | 1,14%                                  |